# Puchar Kontynentalny w kombinacji norweskiej 2004/2005
Sezon 2004/2005 Pucharu Kontynentalnego w kombinacji norweskiej rozpoczął się 11 grudnia 2004 w amerykańskim Steamboat Springs, zaś ostatnie zawody z tego cyklu zaplanowane zostały na 13 marca 2005 w fińskim Vuokatti. W kalendarzu znalazło się dwadzieścia jeden konkursów, w tym dziesięć sprintów, dwa starty masowe, siedem metodą Gundersena i dwa konkursy drużynowe.
Pierwotnie cykl ten nosił nazwę Pucharu Świata B, jednak w 2008 roku zmieniono ją na Puchar Kontynentalny. Tytułu najlepszego zawodnika bronił Japończyk Yōsuke Hatakeyama. W sezonie tym najlepszy okazał się Niemiec Stephan Münchmeyer.

## Kalendarz i wyniki
| Lp  | Data             | Miejscowość       | Konkurencja              | 1. miejsce                                                    | 2. miejsce                                                    | 3. miejsce                                                |
| --- | ---------------- | ----------------- | ------------------------ | ------------------------------------------------------------- | ------------------------------------------------------------- | --------------------------------------------------------- |
| 1.  | 11 grudnia 2004  | Steamboat Springs | Gundersen HS127/15 km    | Matthias Menz                                                 | Bill Demong                                                   | Kenneth Braaten                                           |
| 2.  | 12 grudnia 2004  | Steamboat Springs | Sprint HS127/7,5 km      | Eric Camerota                                                 | Kenneth Braaten                                               | Bill Demong                                               |
| 3.  | 16 grudnia 2004  | Lake Placid       | Gundersen HS100/15 km    | Bill Demong                                                   | Nicolas Bal                                                   | Matthias Mehringer                                        |
| 4.  | 17 grudnia 2004  | Lake Placid       | Start masowy HS100/10 km | Bill Demong                                                   | Nicolas Bal                                                   | Matthias Menz                                             |
| 5.  | 18 grudnia 2004  | Lake Placid       | Sprint HS100/7,5 km      | Kenneth Braaten                                               | Matthias Menz                                                 | Michael Hollenstein                                       |
| 6.  | 8 stycznia 2005  | Pragelato         | Gundersen HS140/15 km    | Stephan Münchmeyer                                            | Sébastien Lacroix                                             | Ludovic Roux                                              |
| 7.  | 9 stycznia 2005  | Pragelato         | Sprint HS140/7,5 km      | Ivan Rieder                                                   | Antti Kuisma                                                  | Ronny Heer                                                |
| 8.  | 13 stycznia 2005 | Val di Fiemme     | Drużynowo HS134/3x5 km   | Francja Sébastien Lacroix · Mathieu Martinez · Ludovic Roux   | Niemcy I Jens Kaufmann · Stephan Münchmeyer · Jens Gaiser     | Szwajcaria I Ronny Heer · Ivan Rieder · Jan Schmid        |
| 9.  | 14 stycznia 2005 | Val di Fiemme     | Start masowy HS134/10 km | Siergiej Maslennikow                                          | Espen Rian                                                    | Yōsuke Hatakeyama                                         |
| 10. | 22 stycznia 2005 | Baiersbronn       | Gundersen HS90/15 km     | Yōsuke Hatakeyama                                             | Kevin Arnould                                                 | Jens Gaiser                                               |
| 11. | 23 stycznia 2005 | Baiersbronn       | Sprint HS90/7,5 km       | Kevin Arnould                                                 | Jan Schmid                                                    | Ivan Rieder                                               |
| 12. | 26 stycznia 2005 | Liberec           | Sprint HS134/7,5 km      | Mathieu Martinez                                              | Pavel Churavý                                                 | Tomáš Slavík                                              |
| 13. | 29 stycznia 2005 | Klingenthal       | Gundersen HS85/15 km     | Mathieu Martinez                                              | Marc Frey                                                     | Sébastien Lacroix                                         |
| 14. | 30 stycznia 2005 | Klingenthal       | Sprint HS85/7,5 km       | Mathieu Martinez                                              | Ivan Rieder                                                   | Kevin Arnould                                             |
| 15. | 5 lutego 2005    | Karpacz           | Gundersen HS94/15 km     | Ivan Rieder                                                   | Marc Frey                                                     | Pavel Churavý                                             |
| 16. | 6 lutego 2005    | Karpacz           | Sprint HS94/7,5 km       | Marc Frey                                                     | Carl Van Loan                                                 | Ivan Rieder                                               |
| 17. | 5 marca 2005     | Høydalsmo         | Gundersen HS90/15 km     | Marcel Höhlig                                                 | Jan Rune Grave                                                | Stephan Münchmeyer                                        |
| 18. | 6 marca 2005     | Høydalsmo         | Sprint HS90/7,5 km       | Stephan Münchmeyer                                            | Marcel Höhlig                                                 | Jan Rune Grave                                            |
| 19. | 10 marca 2005    | Vuokatti          | Drużynowo HS134/3x5 km   | Szwajcaria I Ronny Heer · Seppi Hurschler · Andreas Hurschler | Finlandia I Janne Ryynänen · Ville Kähkönen · Raimo Kariniemi | Niemcy I Andreas Langer · Jens Kaufmann · Christian Ulmer |
| 20. | 12 marca 2005    | Vuokatti          | Sprint HS100/7,5 km      | Marcel Höhlig                                                 | Bernhard Gruber                                               | Stephan Münchmeyer                                        |
| 21. | 13 marca 2005    | Vuokatti          | Sprint HS100/7,5 km      | Stephan Münchmeyer                                            | Marcel Höhlig                                                 | Florian Schillinger                                       |

## Klasyfikacje
| Lp.   | Zawodnik            | Punkty |
| 1.    | Stephan Münchmeyer  | 759    |
| 2.    | Marcel Höhlig       | 644    |
| 3.    | Bernhard Gruber     | 625    |
| 4.    | Florian Schillinger | 576    |
| 5.    | Andreas Hurschler   | 548    |
| 6.    | Yōsuke Hatakeyama   | 494    |
| 7.    | Marc Frey           | 436    |
| 8.    | Jason Lamy Chappuis | 383    |
| 9.    | Jochen Strobl       | 373    |
| 10.   | Pavel Churavý       | 356    |
| . . . |                     |        |
| 91.   | Janusz Zygmuntowicz | 2      |